# Anatolij Aleksiejew
Anatolij Dmitrijewicz Aleksiejew (ros. Анатолий Дмитриевич Алексеев, ur. 4 stycznia 1902 w Łomży, zm. 29 stycznia 1974 w Moskwie) – radziecki lotnik polarny, Bohater Związku Radzieckiego (1937).

## Życiorys
Od 1905 mieszkał w mieście Siergijew Posad, w 1918 skończył gimnazjum, od marca 1920 służył w Armii Czerwonej, był radzistą. W 1921 brał udział w likwidacji powstania Antonowa w guberni tambowskiej, w 1925 był instruktorem ds. radia wojskowej lotniczej szkoły lotników morskich w Sewastopolu, a 1925-1928 kierownikiem laboratorium elektrycznego Wojskowej Szkoły Specsłużb Sił Wojskowo-Powietrznych, następnie został szturmanem (nawigatorem) lotnictwa morskiego (Sił Wojskowo-Powietrznych Floty Czarnomorskiej). Latem 1928 w składzie załogi B. Czuchnowskiego uczestniczył w poszukiwaniach ekspedycji polarnej Umberto Nobile. W grudniu 1929 został starszym inżynierem Naukowo-Badawczego Instytutu Sił Wojskowo-Powietrznych, po przeniesieniu do rezerwy w maju 1930 został lotnikiem polarnym Gławsiewmorputi (Głównego Zarządu Północnej Drogi Morskiej), wiosną 1937 jako dowódca samolotu TB-3 uczestniczył w lądowaniu pierwszej dryfującej stacji naukowej „Siewiernyj Polus-1”, a 25 maja 1937 w locie z Wyspy Rudolfa na Biegun Północny (lądowanie odbyło się 17 km od celu, a biegun został ostatecznie osiągnięty 27 maja). Jesienią 1937 brał udział w poszukiwaniach załogi Zygmunta Lewoniewskiego, w 1938 kierował lotniczym oddziałem poszukującym załóg statków „Sybiriakow”, „Małygin” i „Siedow” w północnej części Morzu Łaptiewów, od 1939 ponownie służył w armii, został lotnikiem doświadczalnym fabryki samolotów nr 22 w Moskwie, wypróbowywał bombowce. Uczestniczył w wojnie z Niemcami, od czerwca do grudnia 1941 jako dowódca eskadry 432 lotniczego pułku dalekiego zasięgu, a od grudnia 1941 do lipca 1944 dowódca statku 746 lotniczego pułku dalekiego zasięgu, później ponownie został lotnikiem doświadczalnym. W czasie wojny wykonał 27 nocnych lotów bojowych, bombardując cele na głębokich tyłach wroga. W lutym 1958 został przeniesiony do rezerwy w stopniu pułkownika. Był szefem wydziału nawigacji lotniczej w Zarządzie Lotnictwa Polarnego, a od 1970 w porcie lotniczym Szeremietiewo. Został pochowany na Cmentarzu Nowodziewiczym. W 1995 pośmiertnie otrzymał honorowe obywatelstwo miasta Siergijew Posad. Jego imieniem nazwano ulicę w Krasnojarsku i górę na Antarktydzie.

## Odznaczenia
- Złota Gwiazda Bohatera Związku Radzieckiego (27 czerwca 1937)
- Order Lenina (trzykrotnie - 25 lutego 1937, 27 czerwca 1937 i 5 listopada 1946)
- Order Czerwonego Sztandaru (pięciokrotnie - 8 października 1928, 20 lutego 1942, 3 listopada 1944, 15 listopada 1950 i 16 października 1957)
- Order Wojny Ojczyźnianej I klasy (29 kwietnia 1944)
- Order Czerwonej Gwiazdy (trzykrotnie - 3 maja 1940, 29 sierpnia 1955 i 23 stycznia 1957)
- Medal „Za zasługi bojowe” (28 października 1967)

I inne.